# 達拉斯種植園 (緬因州)
達拉斯種植園（英語：Dallas Plantaton）是位於美國緬因州富蘭克林縣的一個種植園。

## 人口
根據2020年美國人口普查的數據，達拉斯種植園的面積為105.00平方千米，當中陸地面積為101.40平方千米，而水域面積為3.60平方千米。當地共有人口304人，而人口密度為每平方千米2人。